# François Ier (roi des Deux-Siciles)
Pour les articles homonymes, voir François Ier.
François Ier des Deux-Siciles, né le 19 août 1777 à Naples et mort le 8 novembre 1830 dans la même ville, est le deuxième roi des Deux-Siciles de 1825 à sa mort en 1830.
Fils du roi Ferdinand Ier, son père lui remet deux fois le gouvernement de l'État avec le titre de vicaire général (alter ego), pendant qu'il est prince héréditaire, une première fois en 1812, lorsque Lord William Bentinck impose à la Sicile une constitution anglaise, et une deuxième fois en 1820, lors du soulèvement de Naples et de Palerme.
À la mort de son père en 1825, il monte sur le trône à l'âge de 48 ans mais ne règne que cinq ans et n'a pas le temps de réaliser de grand projet. Populaire car ayant professé des idées libérales en tant que prince héritier, il n'en mène pas moins une politique conservatrice voire répressive. Il est néanmoins très aimé de ses sujets bien qu'il vive dans la peur d'un attentat.

## Famille

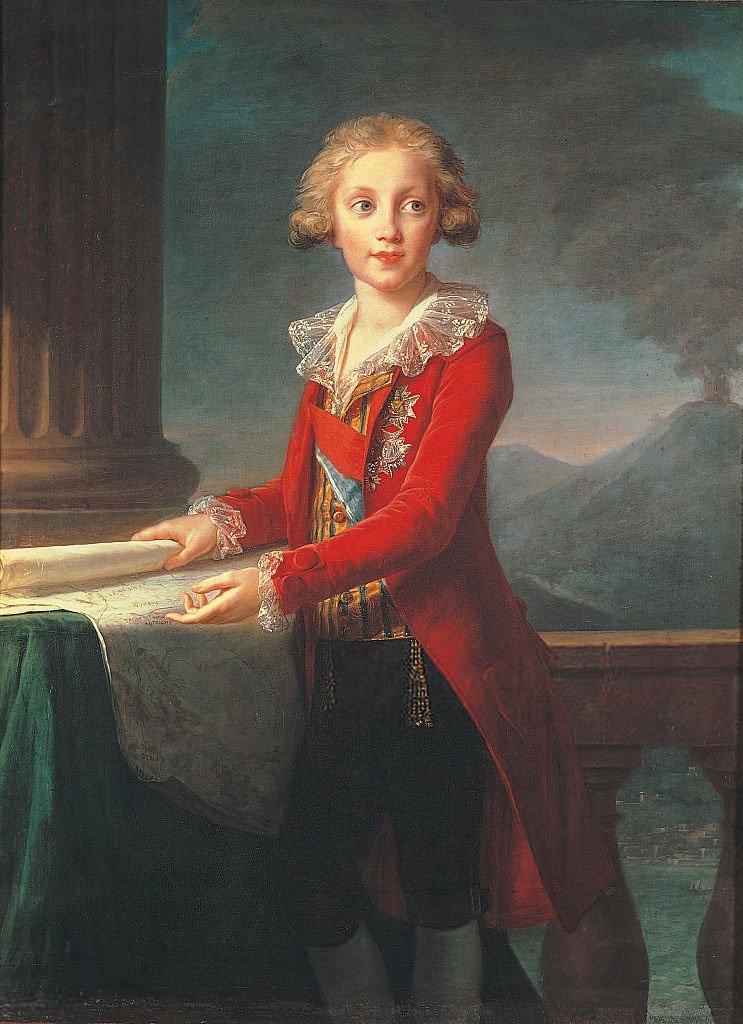
Portrait de Francesco di Borbone, vers 1789
par Élisabeth Vigée Le Brun
Musée de Capodimonte, Naples

Cinquième enfant et le deuxième fils de Ferdinand Ier et de l'archiduchesse Marie-Caroline d'Autriche, il porte le prénom de son grand-père maternel l'empereur François Ier du Saint-Empire et devient héritier du trône quand son frère aîné meurt de la variole le 17 décembre 1778.
Sa parenté avec les souverains Français est complexe : neveu de la reine Marie-Antoinette, il est le frère de la reine Marie-Amélie, l'oncle de l'impératrice Marie-Louise et le grand-père du comte de Chambord.

## Sous la Révolution et l'Empire
Confronté à la Révolution Française, il suit sa famille réfugiée sur ses possessions siciliennes pendant l'occupation du royaume de Naples par les troupes françaises.
Cependant vaincu, le roi perd en 1798 ses États de Terre ferme, mais il y rentre l'année suivante, ramené par le cardinal Ruffo, et y laisse exercer une cruelle répression. Il les perd de nouveau en 1806 pour avoir violé la neutralité qu'il avait jurée à Napoléon Ier qui attribue son royaume à son frère Joseph, puis à Joachim Murat.
Ferdinand continue néanmoins à régner en Sicile sous la protection du Royaume-Uni.
En 1812, lorsque Lord William Bentinck impose à la Sicile une constitution anglaise, le roi remet à son fils, alors prince héréditaire, le gouvernement de l'État avec le titre de  (alter ego).
En 1814, la reine Marie-Caroline meurt. Peu après, le roi épouse morganatiquement Lucia Migliaccio, duchesse de Floridia et princesse de Castura.

## Le royaume des Deux-Siciles
En 1815, le roi remonte sur le trône de Naples et en décembre 1816, il unit alors ses deux royaumes sous le nom de royaume des Deux-Siciles et se fait nommer Ferdinand Ier et abolit la constitution de 1812. En 1820, éclate une insurrection qui n'est réprimée qu'avec le secours de l'Autriche. Lors du soulèvement de Naples et de Palerme, François est une nouvelle fois nommé vicaire général du royaume.

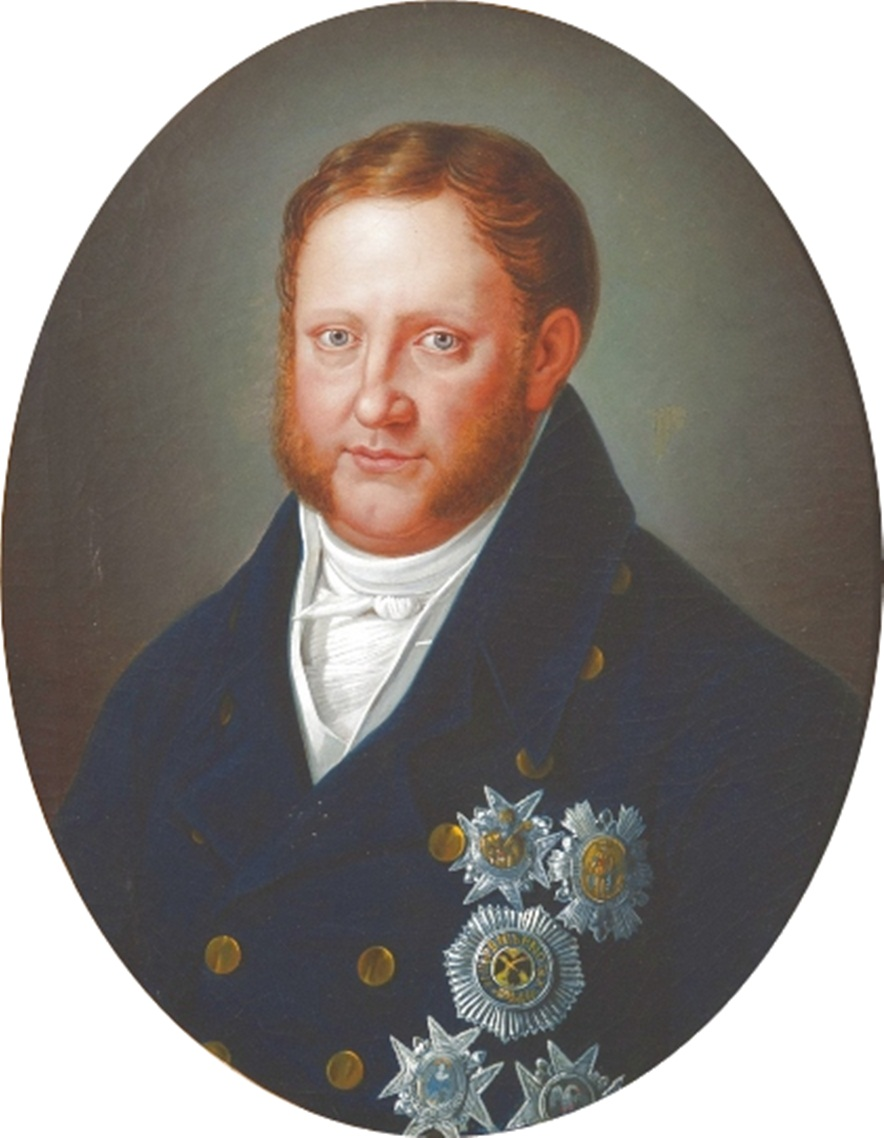
Portrait du prince François des Deux-Siciles.

Le 20 octobre 1820, Metternich convoque, au nom du gouvernement autrichien, garant de l'ordre en Italie, les puissances de la Sainte-Alliance lors de la Conférence de Troppau; celle-ci déclare légitime une intervention dans le royaume des Deux-Siciles.
En janvier 1821, Metternich convoque ensuite Ferdinand Ier des Deux-Siciles à une conférence à Laybach pour décider d'une intervention armée contre les révolutionnaires napolitains. En février, un contingent autrichien de 52 000 soldats, commandé par le général Johann Maria Philipp Frimont, passe le fleuve Pô, qui délimite le nord de la péninsule italienne. Il se partage en cinq divisions qui occupent les principales villes de l'Italie centrale (Ancône, Tolentino, Foligno, Terni, Rieti, Arezzo, Pérouse, Spoleto, Empoli et Sienne).
Le 9 février 1821, le roi Ferdinand Ier révoque la constitution accordée quelques mois plus tôt. Les insurgés essayent de résister, mais le 7 mars 1821, les constitutionnalistes commandés par Guglielmo Pepe, forts de 40 000 hommes, sont battus à la bataille de Rieti par les troupes autrichiennes. Poursuivant leur avancée, les Autrichiens entrent à Naples sans rencontrer de résistance le 23 mars, puis à Palerme le 31 mai.
Le royaume des Deux-Siciles, de nouveau devenu une monarchie absolue dirigée pleinement par Ferdinand Ier, reste ainsi sous occupation autrichienne, visant à rétablir la paix et à mater les derniers révoltés, jusqu'en 1827. Nommé par le roi et les Autrichiens, le prince Antonio Capece Minutolo, ministre de la police, obtient la mission de capturer tous les suspects de conspiration. En 1822, Giuseppe Silvati et Michele Morelli sont pendus à Naples tandis que Guglielmo Pepe, condamné à mort, réussit à s'enfuir,.
L'occupation militaire autrichienne se poursuit ainsi, mais le 4 janvier 1825, à l'âge de 73 ans, le roi Ferdinand Ier décède (selon une légende célèbre, après une longue entrevue avec l'archéologue Andrea De Jorio, réputé pour son mauvais œil) et est inhumé dans la Basilique Santa Chiara de Naples, nécropole familiale des Bourbon-Siciles. Son fils lui succède sur le trône.

## Règne

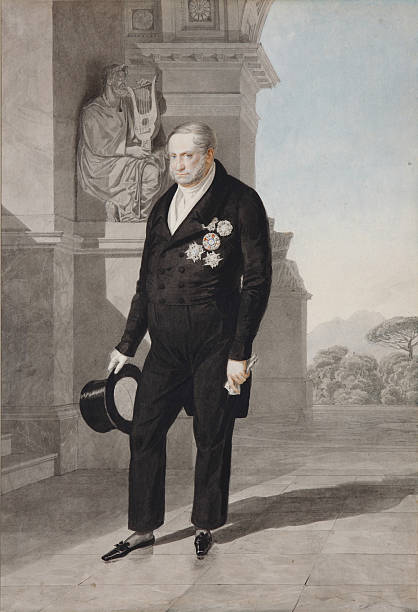
Portrait de François Ier, roi des Deux-Siciles.

Le roi François Ier monte sur le trône en janvier 1825 à la mort de son père. Comme il a déjà été auparavant et à plusieurs reprises vicaire du royaume, circonstances dans lesquelles il s'était montré favorable à une constitution, les libéraux et les anciens chefs insurgés s'attendent à une politique progressiste de la part du roi, mais il n'en est rien. François Ier a en réalité très peu de pouvoir, le royaume étant toujours occupé par les troupes autrichiennes, tandis que Naples est en fait dirigé par le président du conseil des ministres Luigi de' Medici et la Sicile, quant à elle, par Pietro Ugo Delle Favare, réputé pour son autoritarisme et ses répressions. La politique appliquée dans tout l'État est par conséquent réactionnaire, à l'opposé des attentes des libéraux et progressistes.
En 1827, François Ier obtient un bref succès en convainquant l'armée autrichienne, qui occupait le pays depuis 1821, de partir. Il s’attelle alors à réorganiser les forces armées royales des Deux-Siciles, commandées par le prince royal et futur roi Ferdinand II, en leur redonnant l'importance et la force qu'elles possédaient avant l'insurrection de 1820. Il en chasse notamment tous les militaires qui ont eu des liens avec le carbonarisme ou qui ont soutenu le royaume napoléonien et il recrute quatre régiments de gardes suisses.

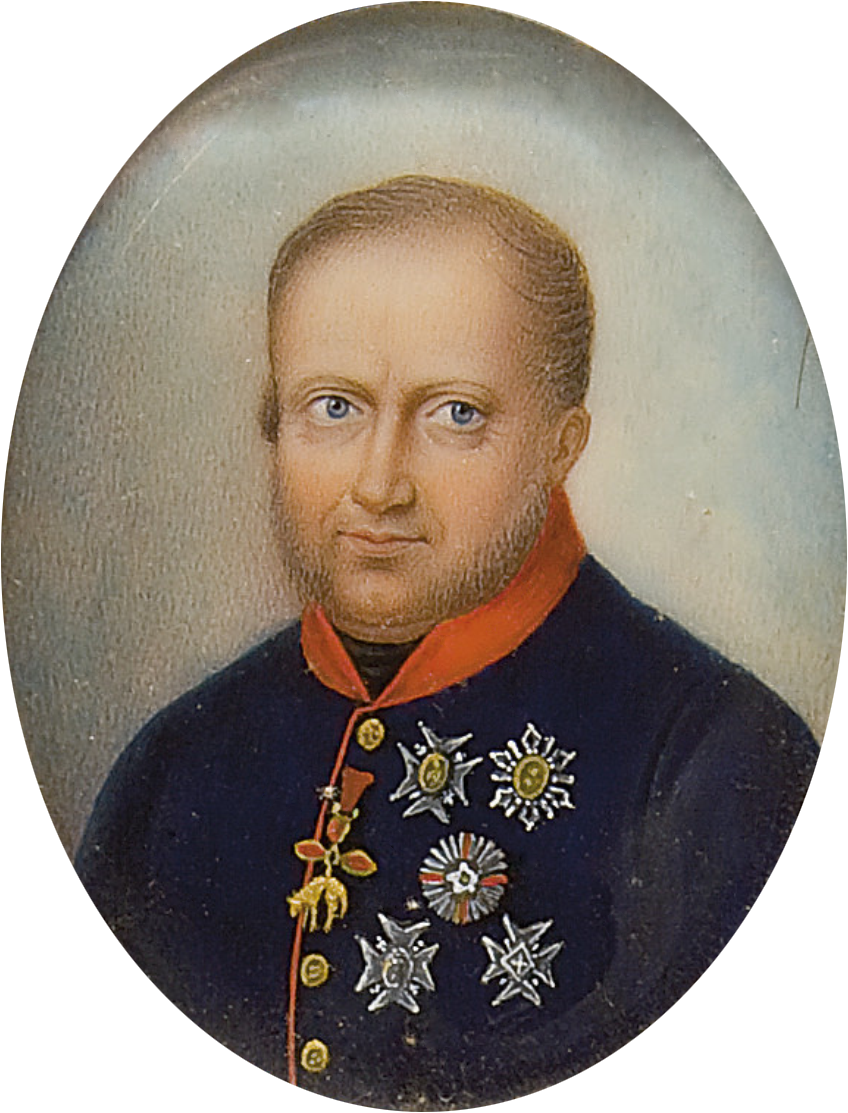
Portrait de François Ier en uniforme avec l'ordre de la Toison d'Or, les plaques des ordres napolitains, la plaque de l'ordre espagnol de Charles III et la plaque de l'ordre du Saint-Esprit.

Le règne de François Ier reste tout de même assez mouvementé avec une augmentation des sectes de carbonari, principalement dans la partie péninsulaire et en Sicile orientale. Dans le reste du territoire sicilien, on assiste à l'apparition de trafics de contrebande, de corruptions, d'enlèvements et de nombreux autres crimes dus à des gardes armés privés qui travaillent pour le compte des feudataires (nobles ou grands propriétaires terriens) et qui sont par la suite qualifiés de mafia. Il existe à l'époque une importante différence économique entre les grandes villes comme Naples et Palerme qui font partie des capitales les plus avancées et modernes d'Europe et les milieux ruraux sous-développés du reste du pays.
Le 28 juin 1828, une nouvelle insurrection lancée par des membres de la société secrète des Philadelphes débute dans le Cilento pour demander le rétablissement de la constitution de 1820. Les insurgés prennent rapidement les communes de Centola, de Camerota, de Bosco et de Palinuro. Le 1er juillet, le roi envoie le ministre Francesco Saverio Del Carretto à la tête de 8 000 soldats pour réprimer la révolte. Ceux-ci commettent plusieurs exactions auprès des populations civiles et détruisent totalement le village de Bosco le 7 juillet pour le punir de s'être soulevé. Le même jour, de nombreux libéraux se rendent aux gendarmes à Vallo della Lucania, tandis que d'autres prennent le maquis (certains réussissent même à fuir en Corse). Le ministre Del Carretto menace de raser également le village de Celle di Bulgheria si le responsable de l'insurrection, le chanoine Antonio Maria De Luca, ne se rend pas. Ce dernier se remet à la police pour éviter un massacre et est condamné à mort quelques jours plus tard, après avoir été excommunié.
Le 8 novembre 1830, âgé de 53 ans, le roi François Ier meurt après seulement cinq ans de règne. Son fils Ferdinand Charles Marie lui succède sous le nom de Ferdinand II.
Il est inhumé en la basilique Santa Chiara de Naples, nécropole de la Maison royale des Deux-Siciles.

## Mariage et descendance

La famille royale sous le règne de François Ier.

En 1797 à Foggia, il épouse Marie-Clémentine d'Autriche (1777-1801) sa double cousine, dont il eut deux enfants :
- Marie Caroline Ferdinande Louise de Bourbon (5 novembre 1798 - 16 avril 1870), comtesse de Rosny,

mariée en 1816 à Charles-Ferdinand d'Artois (24 janvier 1778 - 14 février 1820), duc de Berry, (postérité) ;
mariée en 1831 au comte Ettore Carlo Lucchesi Palli, duc della Grazia (2 août 1806 - 1er avril 1864), (postérité) ;
- Ferdinand François d'Assise de Bourbon (27 août 1800 - 1er juillet 1801)

La duchesse de Calabre mourut à l'âge de 24 ans, des suites de son second accouchement. Veuf et sans descendance mâle, François Ier épouse en 1802 Marie-Isabelle d'Espagne (1789-1848), dont il a 12 enfants :
- Louise-Charlotte Marie Isabelle de Bourbon (24 octobre 1804 - 29 janvier 1844),

mariée en 1819 à François de Paule Antoine de Bourbon (10 mars 1794 - 13 août 1865) (postérité) ;
- Marie-Christine Ferdinande de Bourbon, (27 avril 1806 - 22 juillet 1878),

mariée en 1829 à Ferdinand VII d'Espagne (14 octobre 1784 - 29 septembre 1833), roi d'Espagne, (postérité) ;
mariée en 1833 à Augustin Fernando Munoz y Sanchez, (4 mai 1808 - 13 septembre 1873), duc de Riansares, (postérité) ;
- Ferdinand Charles Marie de Bourbon (12 janvier 1810 - 22 mai 1859), Ferdinand II, roi des Deux-Siciles ;
- Charles-Ferdinand de Bourbon (10 novembre 1811 - 22 avril 1862), prince de Capoue,

marié en 1836 à Penelope Smyth (1815 - 14 décembre 1882), titrée duchesse de Marescata , d'où :
1°/ François Ferdinand Charles (1837-1918), comte de Mascali
2°/ Victoire Auguste Louise Isabelle Amélie Philomène Hélène Pénélope (1838-1895), comtesse de Mascali
- Léopold Benjamin Joseph de Bourbon (22 mai 1813 - 4 décembre 1860), comte de Syracuse

marié en 1837 à Marie Victoire Philiberte de Savoie-Carignan (29 septembre 1814 - 2 janvier 1874), d'où :
1°/ Isabelle de Bourbon (1838-1838)
- Marie-Antoinette Anne de Bourbon (19 décembre 1814 - 7 novembre 1898),

mariée en 1833 à Léopold II de Toscane (3 octobre 1797 - 29 janvier 1870) ;
- Antoine de Bourbon (23 septembre 1816 - 12 janvier 1843), comte de Lecce  ;
- Marie Amélie Ferdinande de Bourbon (25 février 1818 - 6 novembre 1857),

mariée en 1832 à Sébastien Gabriel de Bourbon (4 novembre 1811 - 13 janvier 1875), infant d'Espagne et du Portugal ;
- Marie Caroline Ferdinande de Bourbon (29 novembre 1820 - 14 janvier 1861),

mariée en 1850 à Charles Louis Marie Ferdinand de Bourbon (31 janvier 1818 - 31 janvier 1861), Comte de Montemolín ;
- Thérèse-Christine de Bourbon (14 mars 1822 - 28 décembre 1889),

mariée en 1843 à Pierre II du Brésil (2 décembre 1825 - 5 décembre 1891) (postérité) ;
- Louis Charles Marie Joseph de Bourbon (19 juillet 1824 - 5 mars 1897), comte de L'Aquila,

marié en 1844 à Janvière de Bragance, princesse impériale du Brésil (11 mars 1822 - 13 mars 1901) ;
1°/ Louis de Bourbon (1845-1909)
2°/ Marie Isabelle Léopoldine Amélie de Bourbon (1849-1859)
3°/ Philippe Louis Marie de Bourbon (1847-1922)
4°/ Marie Emmanuel Sébastien Gabriel de Bourbon (1851-1851)
- François de Paule Louis Emmanuel de Bourbon (13 août 1827 - 24 septembre 1892)

marié en 1850 à Marie Isabelle de Habsbourg-Lorraine (21 mai 1834 - 14 juillet 1901), d'où :
1°/ Marie-Antoinette Joséphine Léopoldine (1851-1938), épouse en 1868 Alphonse de Bourbon-Siciles, comte de Caserte
2°/ Léopold Marie (1853-1870)
3°/ Marie-Thérèse Ferdinande Immaculée Concetta Sebasia Lucienne Philomène (1855-1856)
4°/ Marie-Caroline Joséphine Ferdinande (1856-1941), épouse en 1885 le comte  Andrzej Zamoyski
5°/ Ferdinand Marie Joseph (1857-1859)
6°/ Marie-Annonciade Thérèse Jeanne (1858-1873)

## Sources
- Marie-Nicolas Bouillet  et Alexis Chassang (dir.), « François Ier (roi des Deux-Siciles) » dans Dictionnaire universel d’histoire et de géographie, 1878 (lire sur Wikisource)